# Stazione di Filiano
La stazione di Filiano è una fermata ferroviaria posta sulla linea Foggia-Potenza. Serve il centro abitato di Filiano (a 6 km) e le frazioni limitrofe.